# سوگیری انتخاب

نمونه ای از داده آماری که نمودار سوگیری با قرمز در آن نشان داده شده‌است.

سوگیری انتخاب (به انگلیسی: Selection bias) نوعی سوگیری است که هنگام انتخاب افراد، گروه‌ها یا داده‌ها برای تجزیه و تحلیل به وجود می‌آید، به گونه‌ای که تصادفی‌سازی انتخابی مناسبی حاصل نمی‌شود و عدم اطمینان به نتایج یک آزمایش که قرار است نماینده جامعه مورد نظر برای تجزیه و تحلیل باشد، شکل می‌گیرد. گاهی از آن به عنوان اثر انتخاب یاد می‌شود. عبارت «سوگیری انتخاب» اغلب به تحریف یک تجزیه و تحلیل آماری، ناشی از روش جمع‌آوری نمونه‌ها اشاره دارد. اگر بر طرف کردن سوگیری انتخاب در یک نمونه اتفاق نیافتد، ممکن است برخی از نتایج مطالعه نادرست باشد.

## انواع
از انواع سوگیری که ممکن است هنگام انتخاب نمونه‌ها در یک بررسی آماری ایجاد شود می‌توان به موارد زیر اشاره کرد:

### سوگیری نمونه‌گیری
سوگیری نمونه‌گیری خطای سیستماتیک ناشی از یک نمونه غیرتصادفی از یک جامعه است، که باعث می‌شود برخی از اعضای جامعه (یا عوامل غیرانسانی) کمتر از سایرین در آن گنجانده شوند این اتفاق باعث می‌شود یک نمونه مغرضانه، به عنوان نمونه آماری از یک جامعه آماری تعریف شود که در آن همه شرکت کنندگان به‌طور مساوی، تعادل یا عینی مورد بررسی قرار نگرفته‌اند. این سوگیری عمدتاً به عنوان یک نوع فرعی از سوگیری انتخاب طبقه‌بندی و گاهی به‌طور خاص، سوگیری انتخاب نمونه در نظر گرفته می‌شود. برخی از محققین نیز آن را به عنوان یک نوع سوگیری جداگانه دسته‌بندی می‌کنند.
نمونه‌هایی از سوگیری نمونه‌گیری شامل خود انتخابی، پیش غربالگری شرکت‌کنندگان در کارآزمایی، اتمام آزمون‌های آزمایشی که تکمیل نشدند، سوگیری مهاجرت (با کنار گذاشتن افرادی که اخیراً به منطقه مورد مطالعه رفته یا از آن خارج شده‌اند)، سوگیری طولانی مدت (که در آن بیماری به آهستگی با پیش‌آگهی بهتر تشخیص داده می‌شود) و سوگیری زمان (که در آن بیماری زودتر از جمعیت‌های مقایسه شده تشخیص داده می‌شود) می‌شود.

### فاصله زمانی
- خاتمه زودهنگام کارآزمایی در زمانی که آزمایش نتیجه مطلوب را تأیید می‌کند.
- یک آزمایش ممکن است زودتر از موقع مقرر خود به خاطر یک ارزش یا یک تفکر خاتمه یابد (اغلب به دلایل اخلاقی)، اما به احتمال زیاد مقدار مفرط، توسط متغیری با بیشترین واریانس به دست می‌آید، حتی اگر همه متغیرها میانگین مشابهی داشته باشند.[۱۰]

### در معرض گذاری
- سوگیری حساسیت
  - سوگیری حساسیت بالینی: زمانی که یک بیماری، مستعد ابتلا به بیماری دوم باشد و درمانی که برای بیماری اش صورت می‌گیرد سبب این تفکر شود که فرد به بیماری دوم مبتلا شده، سوگیری حساسیت بالینی رخ داده‌است. (اکثر عوارض جانبی) به عنوان مثال، افراد دارای سندرم پس از یائسگی احتمال بیشتری برای ابتلا به سرطان آندومتر دارد، بنابراین استروژنهایی که برای درمان سندرم یائسگی داده می‌شوند ممکن است به ایجاد سرطان آندومتر کمک کنند.[۱۱]
  - سوگیری پروتوپاتیک: زمانی که یک درمان برای اولین علائم یک بیماری که هنوز در مرحله تشخیص افتراقی بوده (زمانی که تشخیص قطعی نیست) باعث نتیجه شود و درمان را بدون تشخیص قطعی ادامه دهند، سوگیریپروتوپاتیک به وجود می‌آید.[۱۱] می‌توان این سوگیری را با تأخیر کاهش داد، یعنی حذف مواجهه‌هایی که در یک دوره زمانی خاص قبل از تشخیص رخ داده‌است.[۱۲]
  - سوگیری اندیکاسیون: اختلاط بالقوه بین علت و معلول زمانی که در معرض گذاشتن، به نشانه وابسته است. به عنوان مثال، درمانی برای افرادی که در معرض خطر بالای ابتلا به بیماری هستند داده شود که سبب غلبه افراد تحت درمان در بین مبتلایان به بیماری می‌شود. این سوگیری ممکن است باعث ایجاد ظاهر اشتباهی از درمان به عنوان علت بیماری شود.[۱۳]

### داده‌ها
- پارتیشن‌بندی (تقسیم) داده‌ها با آگاهی از محتویات آن‌ها و سپس تجزیه و تحلیل با آزمون‌هایی که برای پارتیشن‌های انتخاب شده کورکورانه طراحی شده‌اند.
- تحلیل پست‌هاک تغییر گنجاندن داده‌ها بر اساس دلایل خودسرانه و ذهنی، از جمله:
  - گلچین‌کردن، که در واقع سوگیری انتخاب نیست، بلکه سوگیری تأییدی است، زمانی که زیرمجموعه‌های خاصی از داده‌ها برای حمایت از یک نتیجه‌گیری انتخاب می‌شوند (مثلاً ذکر نمونه‌هایی از سقوط هواپیما به عنوان شواهدی مبنی بر ناامن بودن پرواز هواپیمایی، در حالی که نمونه بسیار رایج‌تر پروازها را نادیده می‌گیرند. (راه حل دم دست)
  - رد داده‌های بد، بر اساس دلایل خودسرانه، به جای معیارهای قبلاً اعلام شده و مورد توافق عمومی، کنار گذاشتن «داده پرت» به دلایل آماری که اطلاعات مهمی را که می‌تواند از مشاهدات غیراصولی به دست آورد را در نظر نگیرد.[۱۴]

### مطالعات
- انتخاب مطالعات به خصوصی برای گنجاندن در یک متاآنالیز
- انجام آزمایش‌های مکرر و ثبت گزارش از مطلوب‌ترین نتایج و برچسب‌گذاری مجدد سوابق آزمایشگاهی آزمایش‌های دیگر به‌عنوان «تست‌های کالیبراسیون»، «خطاهای ابزار دقیق» یا «بررسی‌های اولیه».
- ارائه مهم‌ترین نتیجه از لایروبی داده‌ها به گونه ای که گویی یک آزمایش منفرد است (که از نظر منطقی مشابه مورد قبلی است، اما بسیار کمتر نادرست به نظر می‌رسد).

### سوگیری فرسایشی
سوگیری فرسایشی نوعی سوگیری انتخابی است که ناشی از فرسایش (از دست دادن شرکت‌کنندگان) باشد، این موضوع ارتباط نزدیکی با سوگیری بازماندگی دارد که در آن فقط نمونه‌هایی که از یک فرایند «پیروز شده‌اند» در تجزیه و تحلیل حساب می‌شوند. نمونه شبیه سوگیری بازماندگی، سوگیری شکست است، که در آن تنها موضوعاتی که در یک فرایند «شکست خورده‌اند» گنجانده می‌شوند. این سوگیری شامل ترک آزمایش، عدم پاسخ (میزان پاسخگویی کمتر)، خروج و انحراف پروتکل است. در آزمایش‌هایی که نتیجه نابرابر باشد، نتایج مغرضانه ای به دست می‌دهد. به عنوان مثال، آزمایشی برای یک برنامه رژیم غذایی صورت می‌گیرد و برخی افراد در ابتدا از آن خارج می‌شوند، در این بین نباید محقق اثر بخشی آزمایش را برای گروهی که آن برنامه را ادامه داده‌اند بررسی کند، بلکه باید خارج شدگان از آن را هم به حساب آورد. از دست دادن تفاوت آزمودنی‌ها در گروه مستقل و گروه شاهد ممکن است ویژگی‌ها و پیامدهای این گروه‌ها را بدون توجه به مداخله مورد مطالعه، تغییر دهد.
از دست دادن پیگیر کننده، شکل دیگری از سوگیری فرسایشی است که عمدتاً در مطالعات پزشکی در یک دوره زمانی طولانی رخ می‌دهد. سوگیری عدم پیگیر کننده آزمایش، می‌تواند تحت تأثیر عوامل محسوس و نامشهود مانند: ثروت، تحصیلات، نوع دوستی، درک اولیه مطالعه و الزامات آن و بسیاری از موارد دیگر صورت پذیرد. همچنین محققین ممکن است توانایی برقراری تماس بعدی با فرد آزمایش‌شونده را نداشته باشند که ناشی از اطلاعات شناسایی ناکافی و جزئیات تماس جمع‌آوری‌شده در مرحله استخدام اولیه و تحقیق است.